# 10-та бригада НГ (Україна)
10-та бригада Національної гвардії (в/ч 2041) — формування Національної гвардії України, що існувало у 1990-х роках. Дислокувалося у м. Керч Автономної республіки Крим.
Бригада перебувала у складі 7-ї дивізії Національної Гвардії України. Вважалося найбільш боєздатною частиною у складі дивізії.

## Історія
У червні 1994 року на підставі наказу командувача Національної гвардії України Володимира Кухарця була створена 16-та окрема рота НГУ (в/ч 2041) і по узгодженню з командуванням Сил ППО вона була розміщена на базі 416-го окремого навчального полку (в/ч А3333) в Керчі.
У квітні 1996 року рота НГУ була переформована в батальйон НГУ (в/ч 2209), а з 24 травня 1996 року батальйон НГУ був перейменований в Окремий батальйон морської піхоти НГУ і отримав умовне найменування в/ч 2041.
На підставі рішень Президента України Леоніда Кучми, Кабінету Міністрів України і наказу командувача НГУ № 03 від 10 лютого 1997 року на базі злиття 20-го окремого батальйону морської піхоти НГУ і розформованих Міністерством оборони України 416-го окремого навчального полку, було сформовано 25-й полк Національної гвардії України 7-ї (кримської) дивізії НГУ.
Полк зберіг добротну навчально-матеріальну базу, техніку та озброєння і в квітні 1997 року влився до лав Національної гвардії України.
За період свого формування 25 полк НГУ, а з 1 червня 1999 року — 10 бригада НГУ вважалася найбільш боєздатною частиною у складі 7-ї дивізії Національної Гвардії України. Саме тому з початку створення частини НГУ було виконано 1479 завдань, з них: — з охорони важливих об'єктів — 333 — несення служби з охорони громадського порядку — 39 — забезпечення масових заходів — 11 (в тому числі 2 у Сімферополі) — ліквідація стихійного лиха — 2 рази.
Під час виконання спеціальних завдань за здійснення злочину було затримано 5 осіб, за адміністративні порушення — 286 чоловік, вилучено холодної зброї — 6 одиниць, а також велику кількість наркотичних речовин. Висока оцінка у виконанні службових обов'язків особовим складом частини була дана командиром 7-ї (кримської) дивізії НГУ генерал-майором гвардії Віктора Федоровича Шевченка під час забезпечення охорони Ялтинської Конференції держав Балтійсько-Чорноморського регіону 10-11 вересня 1999 року.

### Передача до Збройних сил України
2000 року частину було включено до складу 32-го армійського корпусу Південного оперативного командування Сухопутних військ Збройних сил України, і невдовзі переформовано як 501-й окремий механізований полк.

## Командування
- полковник Воронченко Ігор Олександрович (1998—2000 рр.)